# منسوجات إلكترونية

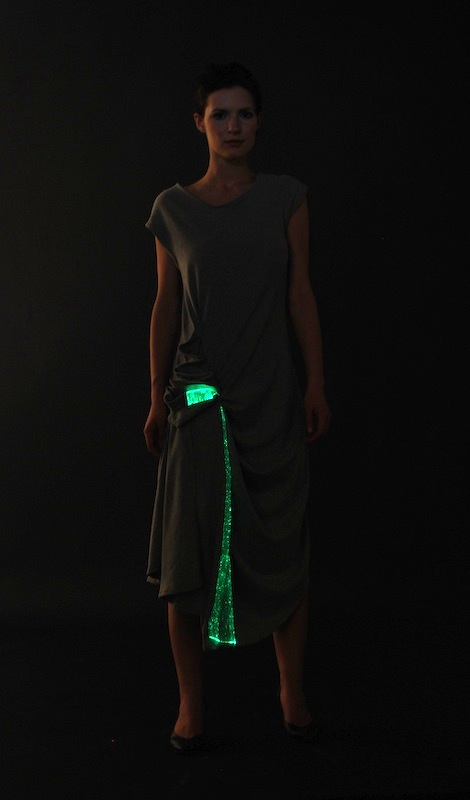
ثنائيات باعثة للضوء وألياف بصرية كجزء من الموضة

المنسوجات الإلكترونية (غالبًا ما تتداخل مع المنسوجات الذكية) هي الأقمشة التي تمكن من تضمين المكونات الرقمية مثل البطارية والضوء (بما في ذلك أجهزة الكمبيوتر الصغيرة)، والإلكترونيات فيها. ومع ذلك، يمكننا القول إن المنسوجات الإلكترونية هي جزء مما نسميه «المنسوجات الذكية»، ولكن لكي نكون أكثر دقة، فإن المنسوجات الذكية هي الأقمشة التي تُطور باستخدام تقنيات جديدة توفر ميزة مضافة إلى مرتديها. وهكذا تغطي المنسوجات الذكية جميع أنسجة الديناصورات المصنوعة من مواد وتقنيات غير تقليدية. يقول بايليس فريدمان من معهد برات «إن ما يجعل الأقمشة الذكية ثورية هو أنها تمتلك القدرة على القيام بأمور كثيرة لا تستطيع الأقمشة التقليدية القيام بها، بما في ذلك التواصل والتحول وتوصيل الطاقة، وحتى النمو».
يمكن تقسيم المنسوجات الذكية إلى فئتين مختلفتين: منسوجات جمالية ومنسوجات تعزيز الأداء. تشمل الأمثلة الجمالية الأقمشة التي تضيء والأقمشة التي يمكن أن تغير لونها. تجمع بعض هذه الأقمشة الطاقة من البيئة عن طريق تسخير الاهتزازات أو الصوت أو الحرارة، والاستجابة لهذه المدخلات. يمكن أن يعمل نظام تغيير الألوان والإضاءة أيضًا من خلال تضمين النسيج مع الإلكترونيات التي يمكنها تشغيله. والغرض من المنسوجات الذكية لتعزيز الأداء هو استخدامها في التطبيقات الرياضية والعسكرية وخلال الرياضة العنيفة. وتشمل هذه الأقمشة المصممة لتنظيم درجة حرارة الجسم، والحد من مقاومة الرياح، والسيطرة على اهتزاز العضلات –وكل ذلك يمكنه تحسين الأداء الرياضي. طُورت أقمشة أخرى للملابس الواقية، للحماية من الأخطار البيئية الشديدة، مثل الإشعاع وتأثيرات السفر إلى الفضاء. كما تستفيد الصناعات الصحية والجمالية من هذه الابتكارات، والتي تتراوح من المنسوجات الطبية التي تطلق الأدوية، إلى الأقمشة بخواص الترطيب، والعطور، وخصائص مكافحة الشيخوخة. العديد من الملابس الذكية، والتقنيات القابلة للارتداء، والأجهزة الذكية القابلة للارتداء (الحاسبات الملبوسة) تنطوي على استخدام المنسوجات الإلكترونية.
تتميز المنسوجات الإلكترونية عن أجهزة الكمبيوتر القابلة للارتداء نظرًا للتركيز على الدمج السلس للمنسوجات مع العناصر الإلكترونية مثل وحدات التحكم الدقيقة والمستشعرات والمشغلات. وعلاوة على ذلك، يمكن للمنسوجات الإلكترونية ألا تكون قابلة للارتداء. على سبيل المثال، توجد المنسوجات الإلكترونية أيضًا في التصميم الداخلي.
يستكشف مجال الألياف البصرية ذات الصلة كيفية دمج الوظائف الإلكترونية والحاسوبية في ألياف النسيج.
يبحث تقرير جديد صادر عن ساينتفك ريسيرتش في أسواق التقنيات القابلة للارتداء القائمة على النسيج والشركات المنتجة لها والتقنيات التمكينية. يحدد التقرير ثلاثة أجيال مختلفة من التقنيات المنسوجة القابلة للارتداء:
1. ضمن «الجيل الأول» يُرفق جهاز استشعار للملابس. تتبع هذه الطريقة حاليًا العلامات التجارية للملابس الرياضية مثل أديداس ونايك وأندر آرمور.
2. تعمل منتجات «الجيل الثاني» على تضمين المستشعر في الملابس، كما يتضح من المنتجات الحالية من سامسونغ وألفابت ورالف لورين وفلكس.
3. في «الجيل الثالث» من الأجهزة القابلة للارتداء، تُعتبر الملابس أداة استشعار. وينشئ عدد متزايد من الشركات أجهزة استشعار للضغط والتوتر والحرارة لهذا الغرض.

يمكن أن تُطوّر التطبيقات المستقبلية للمنسوجات الإلكترونية للألعاب الرياضية ومنتجات الرفاهية والأجهزة الطبية لمراقبة المرضى. وستكون المنسوجات التقنية والأزياء والترفيه تطبيقات مهمة أيضًا.

## نظرة عامة
يمكن تقسيم مجال المنسوجات الإلكترونية إلى فئتين رئيسيتين:
- المنسوجات الإلكترونية مع الأجهزة الإلكترونية الكلاسيكية مثل الموصلات، والدوائر المتكاملة، والمصابيح (إل إي دي)، وأوه إل إي دي والبطاريات التقليدية المضمنة في الملابس.
- المنسوجات الإلكترونية مع إلكترونيات مدمجة مباشرةً في مواد النسيج. ويمكن أن يشمل ذلك إما الإلكترونيات الغير فعالة مثل الموصلات والمقاومات أو المكونات النشطة مثل الترانزستور، والصمامات الثنائية، والخلايا الشمسية.

معظم مشاريع البحث والمنسوجات الإلكترونية التجارية هي مشاريع هجينة، تُربط فيها المكونات الإلكترونية المضمنة في النسيج بأجهزة أو مكونات إلكترونية كلاسيكية. ومن الأمثلة على ذلك أزرار اللمس التي تُنشئ بالكامل في أشكال النسيج باستخدام عمليات النسيج الموصلة، والتي توصل بعد ذلك بأجهزة مثل مشغلات الموسيقى أو مصابيح إل إي دي المثبتة على شبكات الألياف الموصلة المحبوكة لتكوين شاشات العرض.
دُمجت أجهزة الاستشعار المطبوعة للرصد الفسيولوجي والبيئي في المنسوجات بما في ذلك القطن، وغور-تكس، والنيوبرين.

## الاستخدامات
- المراقبة الصحية للعلامات الحيوية مثل معدل ضربات القلب ومعدل التنفس ودرجة الحرارة والنشاط والحالة النفسية.
- الحصول على بيانات التدريب الرياضي.
- مراقبة العاملين الذين يتعاملون مع المواد الخطرة.
- تعقب موقع وحالة الجنود في العمل.
- التطبيق العسكري – سترة كيفلار الواقية من الرصاص؛ إذا أُطلق الرصاص على مرتدي الثياب، يمكن أن تستشعر المادة تأثير الرصاصة ويرسل رسالة راديوية إلى القاعدة.
- مراقبة إجهاد قائد الطائرة أو سائق الشاحنة.
- تشخيص عدم ارتياح مبتوري الأطراف.
- الموضة المبتكرة (تقنية قابلة للارتداء).
- استعادة الإدراك الحسي الذي فُقد في السابق عن طريق حادث أو منذ الولادة.